# Shito-Ryu Oshima-Kai
Shito-Ryu Oshima-Kai es un estilo de karate basado de la escuela y estilo del Shito Ryu. Su origen se remonta en la isla de Okinawa, fundada por el gran maestro Kenwa Mabuni quien da origen a esta escuela y el estilo. El sensei Mabuni logró conjuntar las dos grandes corrientes marciales de Okinawa, el Shuri Te (首里手) y el Naha Te (那覇手), originando el shito-ryu actual, una de las técnicas más profundas y sistematizadas, tanto en lo técnico como en lo espiritual y filosófico.